# Sakura Ogawa
Sakura Ogawa (小川さくら Ogawa Sakura) is een personage uit de film Battle Royale. Ze werd gespeeld door actrice Tomomi Shimaki.

## Voor Battle Royale
Sakura was een leerling van de fictieve Shiroiwa Junior High School. Ze was het vriendje van Kazuhiko Yamamoto en was een getuige van de moord op haar vader.

## Battle Royale
Sakura kreeg een rugzak, maar was al snel vastberaden niet mee te doen en gooide haar rugzak terug naar de man en ging zonder weg. Ze pleegde zelfmoord samen met haar vriendje door van een rots te springen. Dit gebeurde al op de eerste dag, maar was wel pas de elfde die stierf.